# 마리아 이
마리아 이(중국어: 衣依, 영어: Maria Yi, 1953년 7월 29일 ~ )은 홍콩의 배우이다. 중국 산동성 출신이며 1970년대에 골든 하베스트가 제작하고 1971년에 개봉된 이소룡의 영화 《당산대형》에 출연하였다.

## 출연 작품
- 사망유희 (1978)
- 북소림 : 북지호 (1976)
- 중태권단생사결 (1974)
- 냉면호 (1973)
- 정무문 (1972)
- 당산대형 (1971)